# Chlanidota invenusta
Chlanidota invenusta là một loài ốc biển, là động vật thân mềm chân bụng sống ở biển trong họ Buccinidae.